# Stănești (gmina w okręgu Gorj)
Stănești – gmina w Rumunii, w okręgu Gorj. Obejmuje miejscowości Alexeni, Bălani, Călești, Curpen, Măzăroi, Obreja, Pârvulești, Stănești, Vaidei i Vălari. W 2011 roku liczyła 2310 mieszkańców.